# 仙台白百合女子大学
仙台白百合女子大学（せんだいしらゆりじょしだいがく、英語: Sendai Shirayuri Women's College）は、宮城県仙台市泉区本田町6-1に本部を置く日本の私立大学。1893年創立、1996年大学設置。東北地区唯一の4年制カトリック大学。

## 歴史・沿革

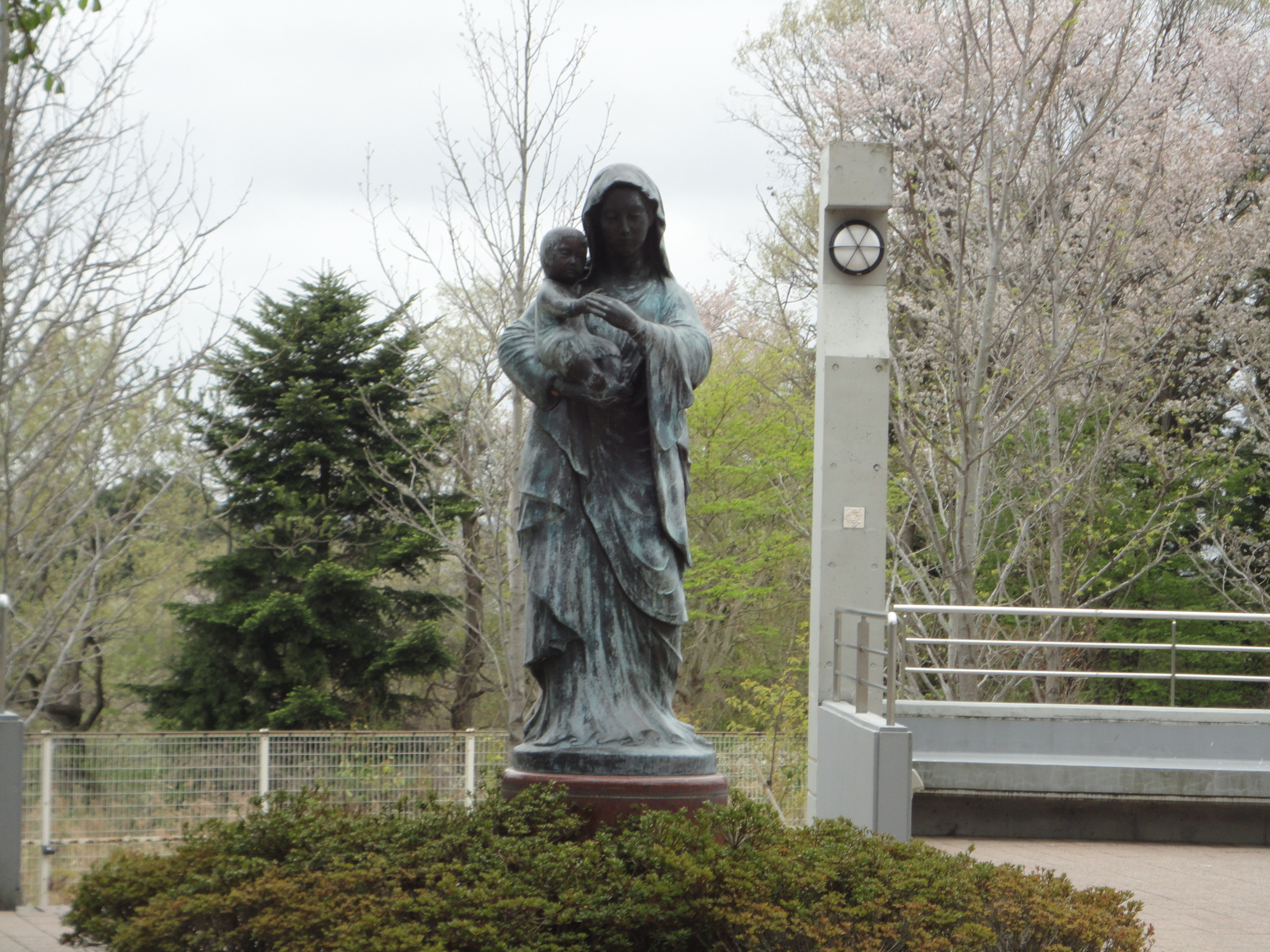
聖母子

- 設立母体は、1696年フランスで誕生したシャルトル聖パウロ修道女会である。同会は現在総本部をローマに移し、5大陸34カ国にて、キリスト教精神に基づく奉仕と教育、福祉事業を展開している。日本においては1878年、3人のフランス人修道女が函館の地にて活動を始め、3年後には東京に学校が新設された。これが白百合学園のはじまりである。
- 仙台では、1893年（明治26年）に仙台女学校を開校し、1907年には文部省所管の仙台高等女学校となった。その後、仙台白百合学園と改称し、仙台市青葉区本町にて幼稚園から高等学校までの教育事業を展開した。仙台白百合学園（幼稚園・小学校・中学校・高校）は1998年に仙台市泉区紫山に移転した。旧学園跡地は現在エナジースクエアとなっている。
- 1966年になって現在の仙台市泉区本田町に仙台白百合短期大学を創立、これが母体となって1996年仙台白百合女子大学が開学して現在に至る（短期大学は2003年4月に廃止）。2016年に創立50周年を迎える。
- 哲学者で文化功労者の岩田靖夫は、仙台白百合女子大学名誉教授。2015年歿[1]。
- 2024年4月1日より、同大カトリック研究所所長、人間学部グローバル・スタディーズ学科教授で教育学者の加藤美紀が第8代学長に就任した。加藤は将棋棋士・加藤一二三の次女で、修道女[2]。

## 校章と校歌の由来
校章

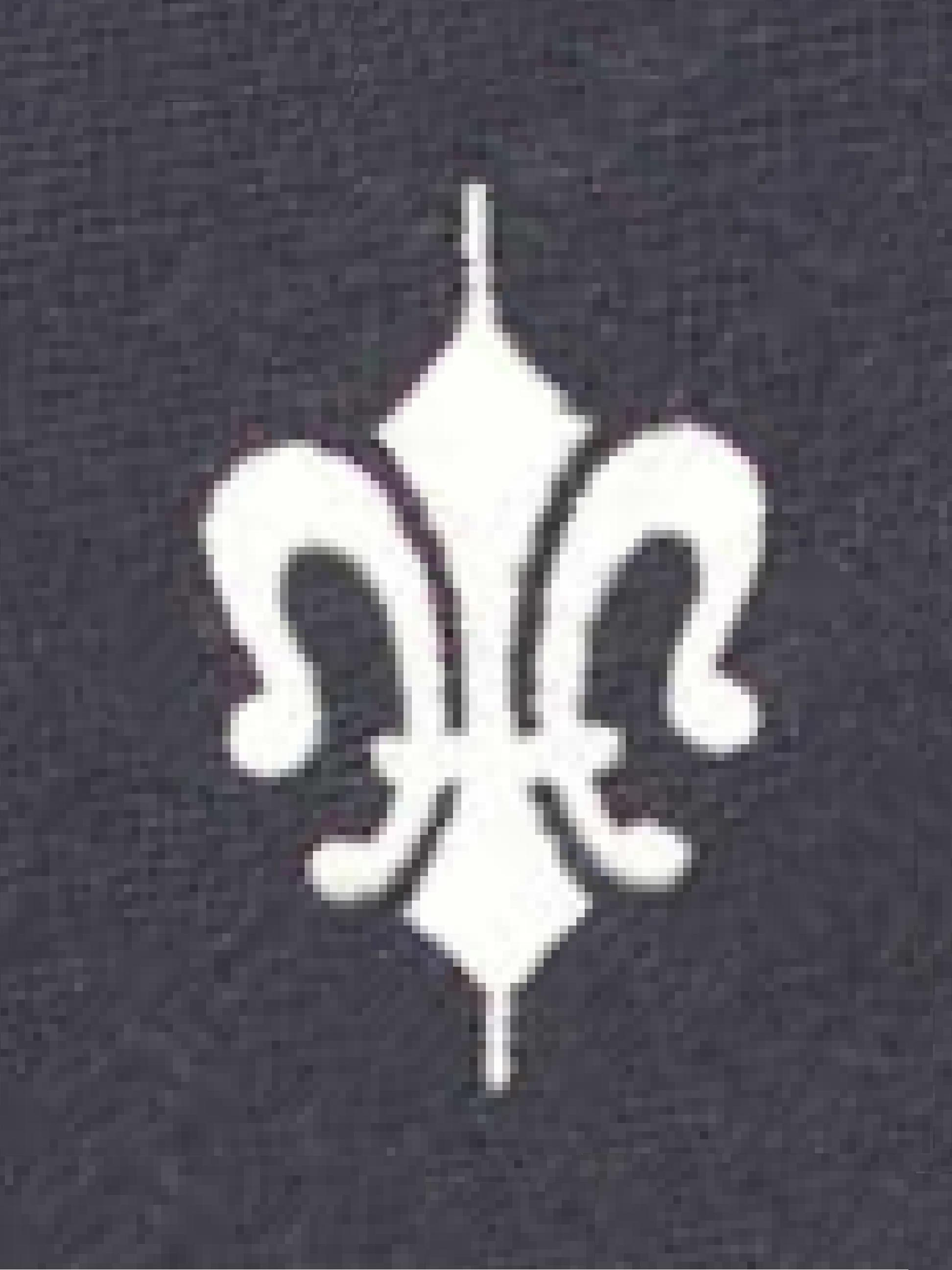
校章 Fleur-de-lis

- 校章は、真の強さを内に秘めた女性を象徴する白百合と剣をかたどった《Fleur-de-lis》である。そして、祖国を救った聖女ジャンヌ・ダルクが身につけることを許されたブルボン王朝の紋章も同じ白百合で、ジャンヌの篤い信仰と勇気のシンボルにもなっている。また、キリスト教で白百合は聖母マリアに捧げる花とされ、純潔、清楚を意味している。

校歌
- 作詞：姉崎正治、作曲：弘田龍太郎
- 学生が、「白百合の花」のように気品を持ち、優しく凛々しくあってほしいという願いと、愛に満ちた社会の建設のために努力してほしいという思いをこめて、今の校歌が作られた。校章と校歌は幼稚園から大学（大学院）まで、すべて共通である。

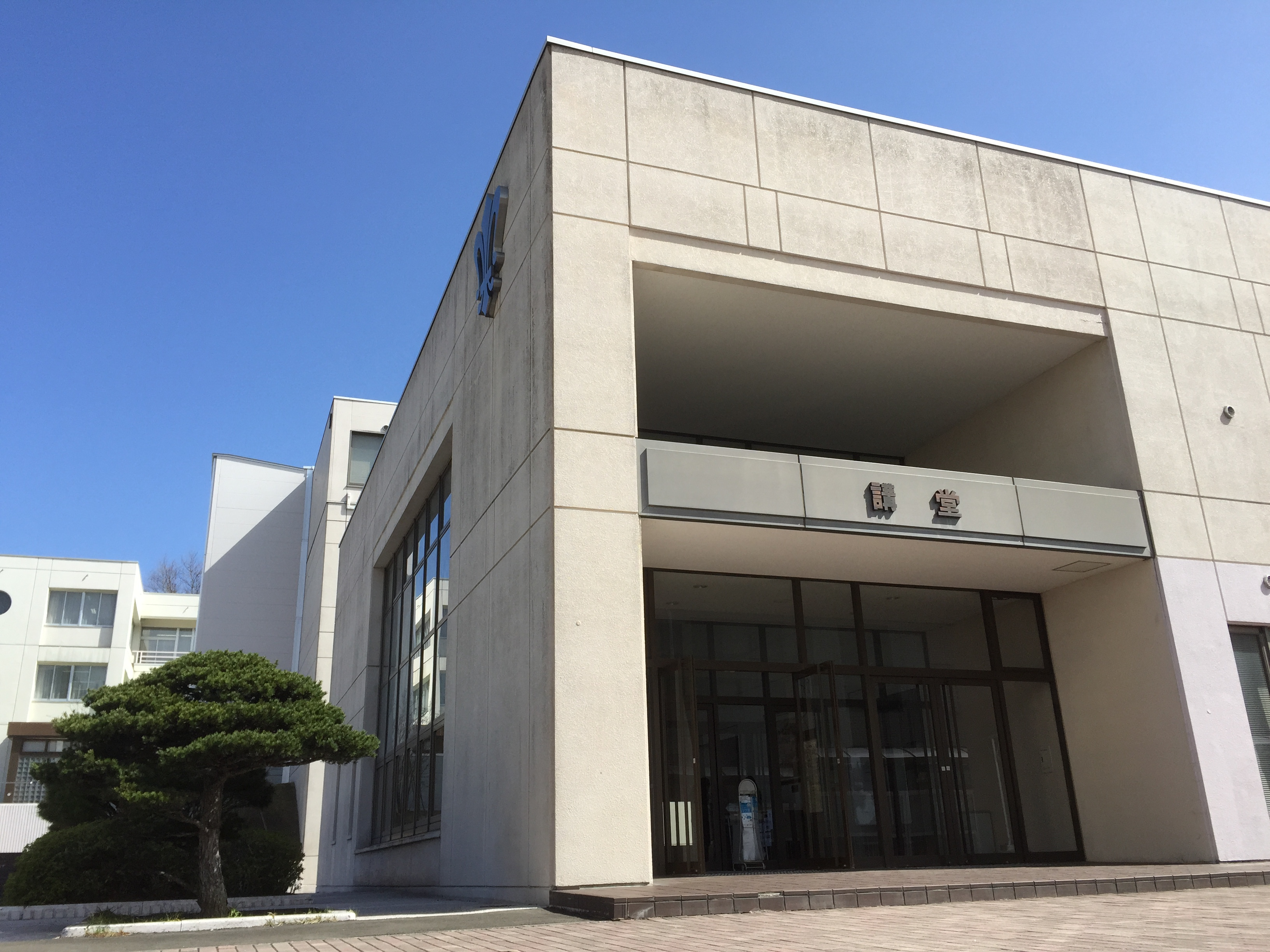
Sendai shirayuri auditorium

## 校風
- 「人は子ども教育を必要とする。それは先ず母の腕の中で始められる。その母を育てたい」この教育理念は、白百合学園が「女子教育に注ぐ決意」の並々ならぬことを示している。「女子教育で最も成功している学校の一つ」と評価されるのは、マ・スール（ma sœur〔仏〕修道女の敬称）たちの人間的な温かさ、誠実さ、真摯さ、聡明さや信念の強さ等々がうまく機能してきたからに違いない。それは、時代や社会の変動には「決して揺れ動かない」教育方針・教育指導の確かさが可能にしたものでもある[3]。

## 学部・学科

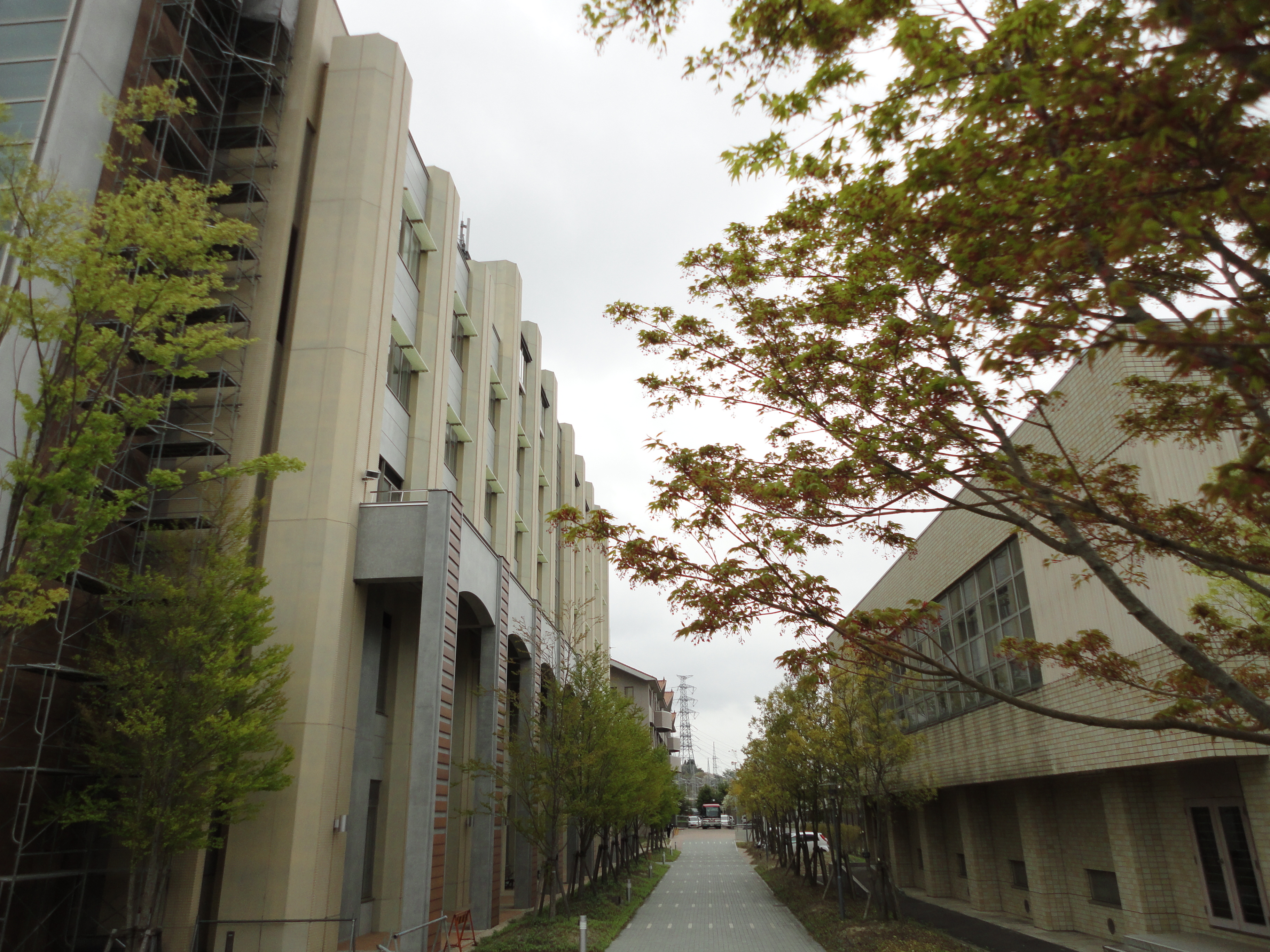
The first pavilion

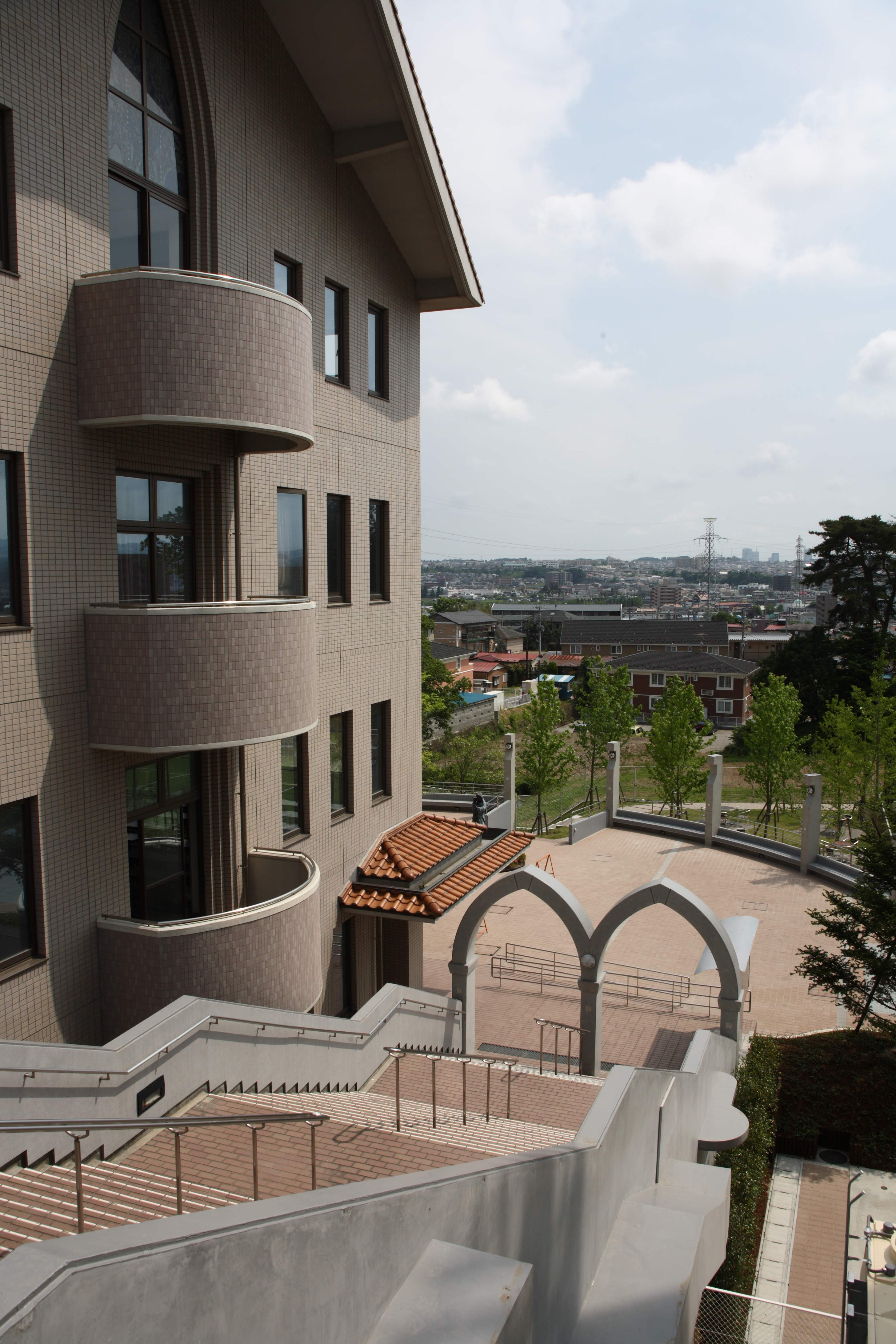
Sendai shirayuri p.5

人間学部
現在は1学部4学科構成であり、「人間の理解と援助」を目指すという点で幅広い領域をカバーする総合大学のようなコンセプトをもつ学部である。
- 子ども教育学科

学校教育コースと幼児教育コースを置く。学校教育コースでは小学校教諭一種免許状、中学校教諭一種免許（英語）、幼児教育コースでは幼稚園教諭一種免許状と保育士資格取得を目指す。
- 心理福祉学科

心理コースと福祉コースを置く。心理コースは認定心理士を取得でき、福祉系の国家資格（社会福祉士、介護福祉士、精神保健福祉士）の受験資格のいずれか一つを取得できる。福祉コースでは福祉系の国家試験受験資格を二つまで選択取得できる。
- 健康栄養学科

栄養士の資格が得られる。また、管理栄養士の国家試験受験資格が得られる。ここ数年の合格率は東北トップクラスである。
- グローバル・スタディーズ学科

「イングリッシュインテンシブ」、「グローバル文化」、「共生社会」の三つのスタディコースを設ける。中学・高等学校教諭一種免許（英語）を取得できるように教職養成課程を置く。

## 付属機関
- 附属図書館
- カトリック研究所
- 人間学研究センター
- 国際交流センター

## 著名なOG
- 白澤奈緒子 - 東日本放送アナウンサー
- 大道寛子 - フリーアナウンサー、元セントフォース
- 岩手佳代子 -フリーパーソナリティ、東北楽天ゴールデンイーグルス初代スタジアムDJ（短大）

## 系列・姉妹校
大学院
- 白百合女子大学大学院（東京都調布市）

大学
- 白百合女子大学（東京都調布市）

幼・小・中・高
- 函館白百合学園（北海道函館市）
  - 函館白百合学園幼稚園
  - 函館白百合学園中学校・高等学校
- 盛岡白百合学園（岩手県盛岡市）
  - 盛岡白百合学園幼稚園
  - 盛岡白百合学園小学校
  - 盛岡白百合学園中学校・高等学校
- 仙台白百合学園（宮城県仙台市泉区紫山）
  - 仙台白百合学園幼稚園
  - 仙台白百合学園小学校
  - 仙台白百合学園中学校・高等学校
- 白百合学園（東京都千代田区九段北）
  - 白百合学園幼稚園
  - 白百合学園小学校
  - 白百合学園中学校・高等学校
- 八代白百合学園（熊本県八代市）
  - 八代白百合学園幼稚園
  - 八代白百合学園高等学校
- 学校法人湘南白百合学園（神奈川県藤沢市）
  - 湘南白百合学園幼稚園
  - 湘南白百合学園小学校
  - 湘南白百合学園中学・高等学校

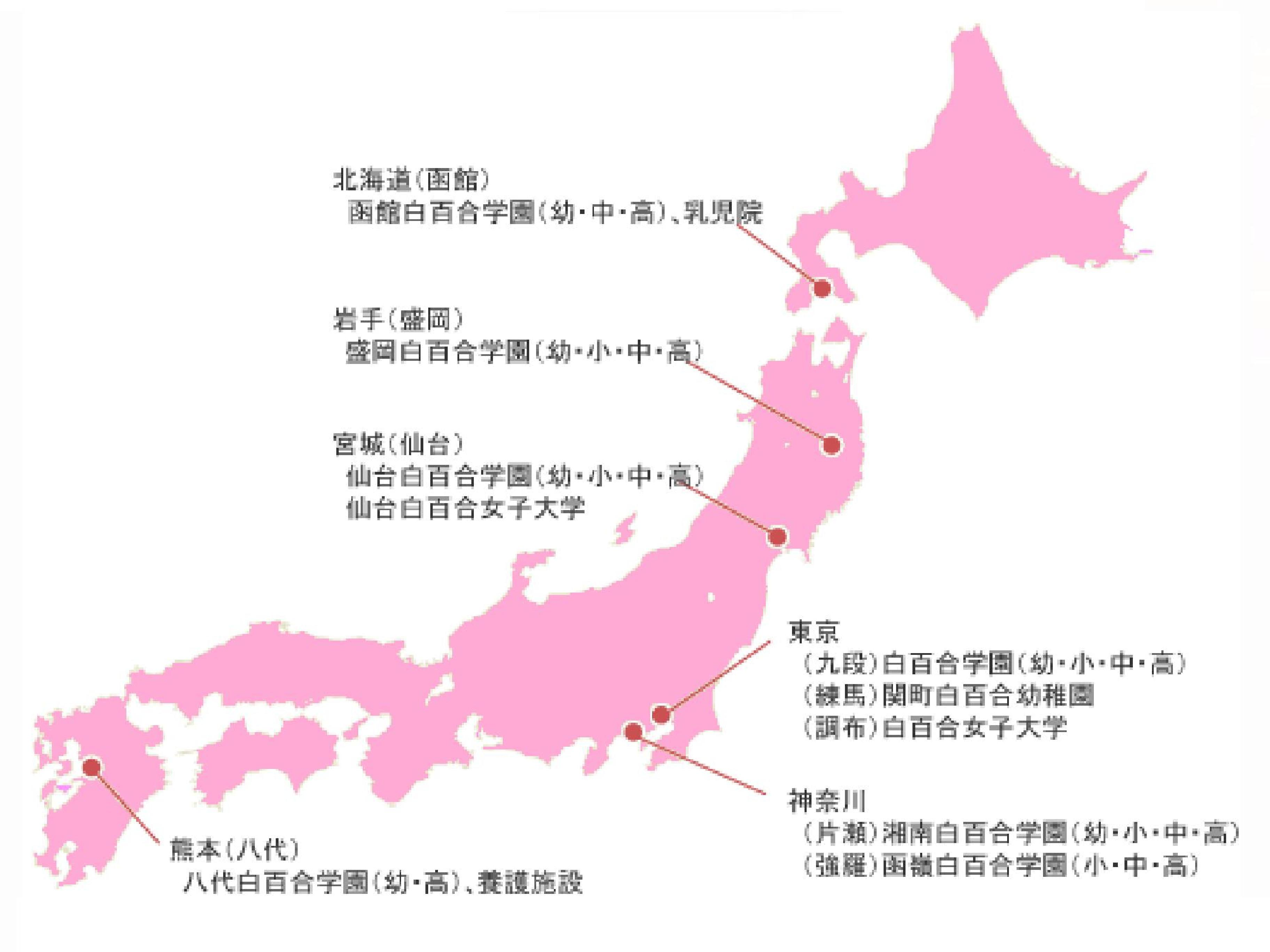
白百合学園

- 学校法人函嶺白百合学園（神奈川県足柄下郡箱根町）
  - 函嶺白百合学園小学校
  - 函嶺白百合学園中学校・高等学校
- 関町白百合幼稚園（東京都練馬区関町北）
- 聖ヨゼフ学園（神奈川県横浜市鶴見区東寺尾北台）
  - 聖ヨゼフ学園小学校
  - 聖ヨゼフ学園中学校・高等学校

## 対外関係
国際・学術交流等
- 姉妹校
  - セント・ポール大学マニラ校（フィリピン・マニラ）

- 協定校
  - ベネディクティン大学（アメリカ合衆国・カンザス州）
  - カリフォルニア大学リバーサイド校（アメリカ合衆国・カリフォルニア州）
  - バレンシア大学（アメリカ合衆国・フロリダ州）2013年協定※ディズニーワールドスタッフとして五ケ月間に及ぶインターンシップ留学が可能となった。
  - ビクトリア大学（カナダ・ブリティッシュコロンビア州）
  - ニューサウスウェールズ大学（オーストラリア・シドニー）
  - 静宜大学（台湾・台中市）2013年協定
  - カトリック大学校（韓国・京畿道）
  - 釜慶大学校（韓国・釜山広域市）
  - 山西大学（中国・山西省太原市）
  - 山西大学商務学院（中国・山西省太原市）

他大学との協定
- 日本カトリック学校連合会 日本カトリック大学連盟
- 学都仙台コンソーシアム
- 放送大学[4]